# Reichsautozug
Der Reichsautozug Deutschland und der Hilfszug Bayern waren Verbände von Kraftomnibussen, die während der NS-Zeit bei propagandistischen Großveranstaltungen eingesetzt wurden.

## Geschichte
Nach Machtübernahme der Nazis übten diese schon 1933 großen Einfluss auf die Automobilindustrie aus. Den Reichsautozug Deutschland gaben die Nationalsozialisten Ende 1933 in Auftrag. Der Hilfszug Bayern wurde 1934 vom Landesführer der NS-Volkswohlfahrt beauftragt. Der Reichsautozug war z. B. auf Erntedankfesten oder Kundgebungen zum 1. Mai im Einsatz. Auch bei der Einweihung des Autobahnteilstücks Köln-Düsseldorf war der Reichsautozug vor Ort. Der Hilfszug Bayern war vor allem im dichtbesiedelten Westen Deutschlands unterwegs, wo offenbar aus Sicht des Regimes Überzeugungsarbeit nötig war. Auf Demonstrationsfahren versorgte der Hilfszug Tausende Arbeitsloser. Einen großen Einsatz hatte der Hilfszug Bayern anlässlich der Reichsparteitage. Während des Reichsparteitags 1934 sollen 14 Blinddarmoperationen durchgeführt worden sein. Mit Kriegsbeginn kamen die Autozüge in Kriegseinsatz. Dokumente belegen, dass der Hilfszug Bayern noch 1943 fuhr. Der Verbleib der Fahrzeuge ist ungeklärt.

## Ausstattung
Während der Autozug Deutschland eine rein propagandistische Funktion hatte, kann der Hilfszug Bayern als Vorläufer heutiger Katastropheneinsatztrupps gesehen werden. Die Fahrzeuge beider Züge waren von den Magirus-Werken entwickelt und hergestellt worden. Beide Züge hatten ihre Basis in der späteren McGraw-Kaserne an der Münchner Tegernseer Landstraße. Der Autozug Deutschland bestand im Auslieferungszustand aus dem Hauptzug München mit 21 Fahrzeugen, dem Zug Donau und dem Zug Rheinland mit je sechs Fahrzeugen, sowie dem Zug Niedersachsen. Später wurden weitere Fahrzeuge hinzugefügt, sodass jeder der Züge schließlich über 80 Fahrzeuge hatte. 
Ein Regie- und Kommandowagen hatte Verstärkeranlagen und Telefonzentrale und einen herausdrehbaren Turm. Ein Tankwagen konnte 7000 l Treibstoff mitführen. Einsatz und Organisation wurden vom Bürowagen aus geleitet, mittels Fernschreiber war Kontakt mit allen Landesstellen der Reichspropaganda möglich. Insbesondere umfassten die Züge Fahrzeuge mit Rundfunk-, Fernmelde- und Übertragungsanlage für Tonfilmaufnahme und -wiedergabe. Die Fahrzeuge hatten auch Pilzlautsprecher, Fahnen und Fahnenstangen für große Kundgebungen. Ein Großküchenwagen, ein Kübelspülwagen, ein Kochkistenwagen und ein Metzgereiwagen dienten der Verpflegung großer Menschenmengen. Weiterhin gab es eine Zentrale Kraftstation, einen Großmontage- und Bauzug, Transportzug, einen Material- und Personentransportzug und einen Verpflegungs-, Sanitäts- und Reparaturzug. Jeder der Züge hatte eine eigene Stromversorgung z. B. für Scheinwerfer für Filmaufnahmen. Mit Hilfe einer Aufprotzleiter konnten Tribünen errichtet werden. Ein Werkstattwagen beinhaltet Ausrüstung für Elektriker, Klempner, Schlosser, Schreiner und Sattler.